# Torneio da Costa do Sol
Torneio da Costa do Sol ("Trofeo Costa del Sol" em castelhano) é um torneio internacional de futebol interclubes, de caráter amistoso e patrocinado pela Real Federação Espanhola de Futebol, disputado anualmente na cidade de Málaga (Espanha) desde 1961, com alguma descontinuidade.[carece de fontes?]
O torneio é organizado pela Prefeitura de Málaga e pelo principal clube de futebol local, que se chamou Club Deportivo Málaga de 1941 a 1992, e que foi refundado em 1994 como Málaga Club de Fútbol. Ocorre sempre no mês de agosto, no Estádio La Rosaleda. Seu nome é uma referência à Costa del Sol, região turística do sul da Espanha cujo centro é a cidade de Málaga .

## Histórico
Dos 29 torneios realizados, 19 foram disputados por 4 clubes, em sistema eliminatório de confronto simples, com prorrogação e disputa de pênaltis em caso de empate. Três edições (nos anos de 1962, 1980 e 2004) ocorreram em formato de triangular, em um turno. A partir de 2005, o torneio passou a ocorrer em jogo único, do Málaga contra uma equipe convidada.
Apesar de ser um torneio interclubes, em duas ocasiões foram convidadas seleções nacionais: a da Argentina, segunda colocada em 1967; e a do Japão, quarta colocada em 1977.
O torneio não aconteceu nos anos de 1981-82 devido à reforma do Estádio La Rosaleda para a Copa do Mundo da Espanha. Foi descontinuado a partir de 1984 devido à decadência financeira (e posterior insolvência) do Club Deportivo Málaga e retomado em 2004 após a refundação do Málaga Club de Fútbol .
Em 2007, o torneio seria disputado entre Málaga e Betis, no dia 19 de Agosto, mas terminou suspenso devido ao mau estado do gramado de La Rosaleda, que havia sido palco de alguns concertos de música na temporada de verão espanhol. Afinal, a 25ª edição do Torneio da Costa do Sol aconteceu em 16 de janeiro de 2008, tendo o Borussia Dortmund como convidado e vencedor .
A partir de 2008, o torneio passou a chamar-se oficialmente "Trofeo Málaga Club de Fútbol – Costa del Sol" .
Em 2014 o Torneio se chamou Trofeo Unesco Costa do Sol.

## Participações brasileiras
Seis clubes brasileiros já foram convidados a participar do Torneio da Costa do Sol:
- Santos, 3º lugar em 1967;
- Corinthians, campeão em 1969;
- América/RJ, 3º lugar em 1977;
- Botafogo, 3º lugar em 1979;
- Atlético/MG, campeão em 1980;
- Internacional, campeão em 1983.

## Relação de vencedores
| Ano       | Campeão           | Vice-campeão         | Placar da Final | 3º Lugar          | 4º Lugar            |
| --------- | ----------------- | -------------------- | --------------- | ----------------- | ------------------- |
| 1961      | Atlético Bilbao   | Sevilla              | 4 a 0           | Wiener Neustadt   | Nice                |
| 1962      | Roma              | Málaga               | 3 a 0           | Sporting CP       |                     |
| 1963      | Málaga            | Real Madrid          | 3 a 1           | Blackpool         | Mônaco              |
| 1964      | Sevilla           | Málaga               | 2 a 2 *         | Borussia Dortmund | FAR Rabat           |
| 1965      | Tottenham Hotspur | Standard de Liège    | 1 a 0           | Valência          | Málaga              |
| 1966      | Tottenham Hotspur | Benfica              | 2 a 1           | Málaga            | Atlético de Madrid  |
| 1967      | Espanyol          | Seleção da Argentina | 2 a 1           | Santos            | Málaga              |
| 1968      | Racing            | Anderlecht           | 2 a 0           | Málaga            | Real Madrid         |
| 1969      | Corinthians       | Barcelona            | 2 a 1           | Málaga            | River Plate         |
| 1970      | Vasas             | Málaga               | 3 a 2           | Real Madrid       | Dínamo de Zagreb    |
| 1971      | Málaga            | Estrela Vermelha     | 2 a 1           | Panathinaikos     | Valência            |
| 1972      | Nacional          | Málaga               | 1 a 0           | Vasas             | Partizan            |
| 1973      | Estrela Vermelha  | Málaga               | 2 a 1           | Boca Juniors      | Espanyol            |
| 1974      | Málaga            | Derby County         | 1 a 1 *         | Granada           | Twente              |
| 1975      | Peñarol           | Málaga               | 3 a 2           | Ferencváros       | Real Betis          |
| 1976      | Real Madrid       | Málaga               | 3 a 0           | Torpedo Moscou    | Peñarol             |
| 1977      | Barcelona         | Málaga               | 3 a 0           | América-RJ        | Seleção do Japão    |
| 1978      | Atlético Bilbao   | Huracán              | 2 a 1           | Málaga            | Talleres de Córdoba |
| 1979      | Ferencváros       | Sevilla              | 2 a 1           | Botafogo          | Málaga              |
| 1980      | Atlético Mineiro  | Málaga               | 1 a 0           | Slavia Sofia      |                     |
| 1981-1982 | não disputado     | não disputado        | não disputado   |                   |                     |
| 1983      | Internacional     | América              | 2 a 0           | Málaga            | Real Zaragoza       |
| 1984-2003 | não disputado     | não disputado        | não disputado   |                   |                     |
| 2004      | Sevilla           | Málaga               | 1 a 1 *         | Parma             |                     |
| 2005      | Málaga            | Newcastle            | 2 a 0           |                   |                     |
| 2006      | Nacional          | Málaga               | 1 a 0           |                   |                     |
| 2007 **   | Borussia Dortmund | Málaga               | 1 a 0           |                   |                     |
| 2008      | Málaga            | Real Betis           | 2 a 1           |                   |                     |
| 2009      | não disputado     | não disputado        | não disputado   |                   |                     |
| 2010      | Málaga            | Parma                | 2 a 1           |                   |                     |
| 2011      | Málaga            | Peñarol              | 4 a 0           |                   |                     |
| 2012      | Málaga            | Everton              | 1 a 0           |                   |                     |
| 2013      | não disputado     | não disputado        | não disputado   |                   |                     |
| 2014      | Fiorentina        | Málaga               | 2 a 0           |                   |                     |
| 2015      | Málaga            | Lekhwiya             | 2 a 0           |                   |                     |
| 2016      | Málaga            | Sampdoria            | 0 a 0 *         |                   |                     |
| 2017      | Lazio             | Málaga               | 1 a 0           |                   |                     |

* Decisão nos pênaltis
** Disputado em janeiro de 2008.

## Títulos por Equipe
| Clube                | País       | Títulos | Vices |
| -------------------- | ---------- | ------- | ----- |
| Málaga               | Espanha    | 10      | 14    |
| Sevilla              | Espanha    | 2       | 2     |
| Atlético Bilbao      | Espanha    | 2       | 0     |
| Nacional             | Uruguai    | 2       | 0     |
| Tottenham Hotspur    | Inglaterra | 2       | 0     |
| Barcelona            | Espanha    | 1       | 1     |
| Estrela Vermelha     | Sérvia     | 1       | 1     |
| Real Madrid          | Espanha    | 1       | 1     |
| Fiorentina           | Itália     | 1       | 0     |
| Atlético Mineiro     | Brasil     | 1       | 0     |
| Borussia Dortmund    | Alemanha   | 1       | 0     |
| Corinthians          | Brasil     | 1       | 0     |
| Espanyol             | Espanha    | 1       | 0     |
| Ferencváros          | Hungria    | 1       | 0     |
| Internacional        | Brasil     | 1       | 0     |
| Peñarol              | Uruguai    | 1       | 1     |
| Racing               | Argentina  | 1       | 0     |
| Lazio                | Itália     | 1       | 0     |
| Roma                 | Itália     | 1       | 0     |
| Vasas                | Hungria    | 1       | 0     |
| América              | México     | 0       | 1     |
| Anderlecht           | Bélgica    | 0       | 1     |
| Benfica              | Portugal   | 0       | 1     |
| Derby County         | Inglaterra | 0       | 1     |
| Huracán              | Argentina  | 0       | 1     |
| Newcastle            | Inglaterra | 0       | 1     |
| Seleção da Argentina | Argentina  | 0       | 1     |
| Standard Liège       | Bélgica    | 0       | 1     |
| Real Betis           | Espanha    | 0       | 1     |
| Parma                | Itália     | 0       | 1     |
| Everton              | Inglaterra | 0       | 1     |
| Lekhwiya             | Catar      | 0       | 1     |
| Sampdoria            | Itália     | 0       | 1     |

## Títulos por país
| Estado     | Títulos | Vices |
| ---------- | ------- | ----- |
| Espanha    | 17      | 19    |
| Itália     | 3       | 2     |
| Uruguai    | 3       | 1     |
| Brasil     | 3       | 0     |
| Inglaterra | 2       | 3     |
| Hungria    | 2       | 0     |
| Argentina  | 1       | 2     |
| Sérvia     | 1       | 1     |
| Alemanha   | 1       | 0     |
| Bélgica    | 0       | 2     |
| México     | 0       | 1     |
| Portugal   | 0       | 1     |
| Catar      | 0       | 1     |